# Die sieben Brüder (Hurt)
Die sieben Brüder ist ein Zaubermärchen (AT 303 A + 302), das im estnischen und italienischen Sprachraum bekannt ist.

## Handlung
Von sieben Brüdern begeben sich sechs in die Welt, um sich Bräute zu suchen, wobei sie versprechen auch für den jüngsten Bruder, der derweil den Haushalt führen soll, eine mitzubringen. Das Glück leitet sie zu einem Wirt, der sieben Töchter hat, also werden die Ehen beschlossen und die sechs Brüder reisen mit den sieben Töchtern des Wirts heim. Auf dem Rückweg jedoch begegnen sie einem alten Mann, der die siebente, jüngste Tochter für sich beansprucht und die sechs Brüder samt ihrer sechs Frauen in Stein verwandelt.
Mit der Zeit offenbart der Alte der jüngsten Tochter dann, dass sie, wenn er einmal stürbe, nur mit dem Stock gegen die Versteinerten zu stoßen brauche, damit sie wieder zum Leben erwachen. Sie könnten dann gemeinsam weggehen, allerdings werde er wohl niemals sterben, da sein Herz nicht in ihm selbst, sondern in einem Vogel, in einer weit entfernten Kirche, liegt. Als der Alte dann einmal nicht zu Hause ist und der jüngste Bruder vorbeikommt, der sich auf die Suche nach den seinen begeben hatte, berichtet das Mädchen ihm von allem.
Auf dem Weg zur Kirche teilt der jüngste Bruder dann sein Essen mit einem Auerochsen, einem Wildschwein und einer riesigen Eule, woraufhin ihm die Tiere zu dem Vogel in der Kirche verhelfen. Wieder beim Alten, erwürgt der Jüngling den Vogel schließlich, infolgedessen der alte stirbt und die Versteinerten zurückverwandelt werden können, um ein glückliches Leben zu führen.

## Versionen und Hintergrund
Diese estnische Version stammt von Jakob Hurt und wurde 1894 in Ambla von Mart Luur erzählt sowie von J. Tannenthal aufgezeichnet. Zu AT 302 sind auf dem estnischen Festland 60 Varianten bekannt. Zur Verbindung von AT 303 A und 302 existieren 13 Varianten, wobei AT 303 A nur zusammen mit AT 302 vorkommt. AT 302 kontaminiert noch mit AT 650 A + 301 A, 552 + 851 + 580, 300, 400, 531, 550, 567 und anderen.
In einer italienischen Version aus der Toskana ist es der Mago, der elf von zwölf Brüdern sowie deren Frauen zu Salzsäulen erstarren lässt und dessen Herz in einem Ei liegt, das sich in einer Taube befindet, die in einem Hasen steckt, der dem Schiff des Mago nur entspringt, wenn zwölf Maurer gleichzeitig zwölfmal mit dem Hammer daran schlagen, sodass es zerbricht. Diese Version stammt aus Carl Webers Werk Italienische Märchen in Toscana aus Volksmund gesammelt, das in dem Werk Forschungen zur romanischen Philologie. Festgabe für Hermann Suchier. (Halle 1900) veröffentlicht wurde. Erzählt wurde es 1884 in Casole bei Vicchio di Mugello von Angiola, der Frau eines Feldhüters. Im Deutschen erhielt sie den Titel Die zwölf Söhne. Alberto M. Cirese und Liliana Serafini verzeichnen in ihrem Werk Tradizioni orali non cantate 21 Varianten des Märchens.